# 364 av. J.-C.
Cette page concerne l'année 364 av. J.-C. du calendrier julien proleptique.

## Événements
- 25 février (15 mars du calendrier romain) : début à Rome du consulat de Caius Sulpicius Peticus (dictateur, vainqueur des Boïens par sa stratégie des javelots en 358 av. J.-C.), Caius Licinius Stolon. Poursuite de l'épidémie. On tente d’apaiser les divinités par des lectisternes, puis par des jeux scéniques[1].

- Printemps : 
  - Début d’une promenade militaire d’Épaminondas en Égée à la tête d’une flotte de 100 trières. Sécession de Byzance, de Chios, de Cos et de Rhodes, qui abandonnent provisoirement la seconde confédération athénienne pour s’allier à Thèbes sans qu’Athènes, pourtant inquiétée par cette sécession, intervienne[2].
  - Début de la campagne de Timothée en Chalcidique, allié à Perdiccas III de Macédoine (fin en été 363 av. J.-C.)[3]. Il s’empare pour Athènes de Potidée, de Toronè, de Méthone et de Pydna mais ne parvient pas à prendre Amphipolis[4]. Cette expédition provoque l’animosité du roi des Odryses Cotys.

- 13 juillet : Éclipse solaire observée à Athènes[5].
- Juillet : Alexandre, tyran de Phères, est battu par Pélopidas à la bataille de Cynoscéphales et se soumet à Thèbes. Pélopidas est tué durant la bataille[6].
- Été : 
  - Trois cents cavaliers orchoméniens, accusés d’avoir participé à un complot oligarchique pour renverser la démocratie à Thèbes, sont condamnés à mort. Les Thébains détruisent Orchomène qui sera relevée par les Phocidiens[7].
  - Les Arcadiens envahissent l’Élide et s’emparent du sanctuaire d’Olympie avec leurs alliés de Pise (364/362 av. J.-C.)[7]. Les démocrates Arcadiens utilisent le trésor sacré du sanctuaire pour payer la solde de leurs troupes d’élite (eparitoi). Les Mantinéens protestent et obtiennent le soutien de l’Assemblée des Dix-Mille, composée de propriétaires. Les eparitoi, d’extraction modeste et qui comptent sur leur solde pour vivre, doivent quitter l’armée et sont remplacés par des Arcadiens plus riches. Le régime arcadien devient oligarchique et la paix est signée avec l’Élide, en violation des clauses de l’alliance entre Arcadiens et Thébains, qui excluent toute paix séparée. L’arrestation de notables arcadiens à Tégée par le gouverneur thébain de la ville provoque la rupture de la Confédération arcadienne[8].

## Décès en 364 av. J.-C.
- Pélopidas, général thébain.